# Brambang (Diwek)
Brambang is een bestuurslaag in het regentschap Jombang van de provincie Oost-Java, Indonesië. Brambang telt 2284 inwoners (volkstelling 2010).